# O Pequeno Imperador
"O Pequeno Imperador" é uma peça teatral infantil de Atilio Bari, que conta a história de um Imperador da China que assume o império ainda criança.

## Sinopse
Numa época de grande prosperidade, num passado indeterminado, a China era governada por um menino, muito estimado pelo povo, que o chamava respeitosamente de "O Pequeno Imperador".
Um dia, quando brincava com seu fiel criado, o Pequeno Imperador captura e prende um pássaro desconhecido, que o atrai pelo seu canto e pelas suas cores incomuns. A partir desse momento, todo o país passa a padecer, mergulhado num período de trevas e infertilidade. O Pequeno Imperador, alheio a essa situação, e também infeliz, tenta em vão divertir-se, isolado em seu castelo.